# Wygnani
Wygnani (tytuł oryg. Fong juk) – hongkoński film sensacyjny w reżyserii Johnniego To, którego premiera odbyła się 6 września 2006 roku.
Film zarobił 49 413 dolarów amerykańskich w Stanach Zjednoczonych.
Film oraz jego obsada byli nominowani do nagród w 12 kategoriach i zdobyli nagrody w 7 kategoriach.

## Fabuła
W 1998 roku na kilka miesięcy przed objęciem protektoratem Makau przez Chińską Republikę Ludową od Portugalii, grupy przestępcze rozpoczynają walkę o wpływy. Wo (Nick Cheung) postanawia zakończyć karierę gangsterską i skupić się na życiu rodzinnym. Szef mafii (Simon Yam) uznaje go za zdrajcę. Płatni zabójcy, Blaze (Anthony Wong Chau-Sang) i Fat (Lam Suet), mają pozbyć się zagrażającemu im przestępcy. Zapobiec wykonaniu wyroku chcą Tai (Francis Ng) i Cat (Roy Cheung).

## Obsada
Źródło: Filmweb

- Anthony Wong – Blaze
- Francis Ng – Tai
- Simon Yam – Boss Fay
- Nick Cheung – Wo
- Richie Ren – Sergeant Chen
- Roy Cheung – Cat
- Josie Ho – Jin
- Lam Suet – Fat